# VK Dinamo Moscú
El Volejbol'nyj Klub Dinamo Moscú  (en ruso волейбольный клуб Динамо Москва), o simplemente VK Dinamo Moscú es un equipo de voleibol ruso de la ciudad de Moscú. Forma parte del club polideportivo Dinamo Moscú.

## Historia
Fundado en 1926, entre 1945 y 1952 vive su mejores temporadas ganando 5 veces el Campeonato de Unión Soviética y 3 veces la Copa de Unión Soviética. Después de unas temporadas en la Segunda División entre 1969 y 1973 regresa en el máximo campeonato soviético y también consigue ganar en la temporada 1984-85 la Recopa de Europa. El tercer lugar en la Copa CEV 1989-90 y en la Challenge Cup tres años más tarde son los últimos éxitos conseguidos antes de la desaparición del club en 1994.
El club es refundado en 2000 y pronto regresa a los más alto niveles en Rusia, donde entre 2005-06 y 2008-09 gana dos Campeonatos, dos Copas y dos Supercopas, y en Europa. Por tres veces llega hasta la Final Four de Champions League: en 2006-07 y en 2010-11 acaba tercero, en la temporada 2009-10 se clasifica para la gran final donde es derrotado por el Trentino Volley por 3-0.
En la temporada 2011-12 levanta su segunda Copa CEV vencendo a los polacos de Asecco Resovia en la doble final y se repite en 2014-15 cuando derrota el Trentino Volley después del golden set.

## Palmarés
- Campeonato de la Unión Soviética (5)

1945, 1946, 1947, 1948, 1951
- Copa de Unión Soviética (3)

1950, 1951, 1952
- Campeonato de Rusia (2)

2005-06, 2007-08
- Copa de Rusia (2)

2006, 2009
- Supercopa de Rusia (2)

2008, 2009
- Champions League

2° lugar (1) : 2009-10
3° lugar (2) : 2006-07, 2010-11
- Recopa de Europa/Copa CEV (4)

1984-85, 2011-12, 2014-15, 2020-21
3° lugar (1) : 1989-90
- Challenge Cup

3° lugar (1) : 1992-93